# Phlogophora variegata
Phlogophora variegata là một loài bướm đêm trong họ Noctuidae.